# Mojtaba Najjarian
Mojtaba Najjarian là một tiền vệ bóng đá người Iran hiện tại thi đấu cho câu lạc bộ Iran Foolad ở Persian Gulf Pro League.